# アーニー・テレル
アーニー・テレル（Ernie Terrell、本名：アーネスト・テレル、1939年4月4日 - 2014年12月16日）は、アメリカ合衆国の男性プロボクサー。元WBA世界ヘビー級王者。モハメド・アリのライバル王者であったが、アリとの統一戦に敗れタイトルを吸収された。イリノイ州シカゴ生まれ。

## 経歴
身長198センチの長身を活かしたジャバー（ジャブの名手）。アマのリングで活躍、1957年にゴールデン・グローブを獲得しプロへ。クリーブランド・ウィリアムス、ゾラ・フォーリー、ボブ・フォスターら強豪を下して世界ランク入り。
1965年3月5日、空位のWBA世界ヘビー級王座決定戦としてモハメド・アリから剥奪したベルトを懸けてエディ・マッチェンと争い、15回判定勝ちで王者になった。ジョージ・シュバロ、ダグ・ジョーンズと二度の王座防衛を達成したが、アリの陰に隠れ地味な存在のままだった。
1967年2月6日、WBC王者アリとの王座統一戦に臨む。試合前、テレルはアリを意図的に旧名の「カシアス・クレイ」と呼んで挑発した。試合はアリのワンサイドであったが、アリはテレルを乱打しながら止めを刺さず、「俺の名前を言え、言ってみろ」と叫び続けた。
アリがタイトルを剥奪されたため、テレルは王座決定トーナメントに出場したが、サッド・スペンサーに敗れ王座返り咲きはならなかった。同年引退。その後一度カムバックを試みたが失敗。ボクシング・プロモーターに転身した。
1987年、シカゴの市会議員選挙に出馬するが落選。
2014年12月16日、イリノイ州の病院で死去。晩年は認知症を患っていた。

## 通算戦績
55戦46勝（21KO）9敗